# Wat Buppharam (Chiang Mai)

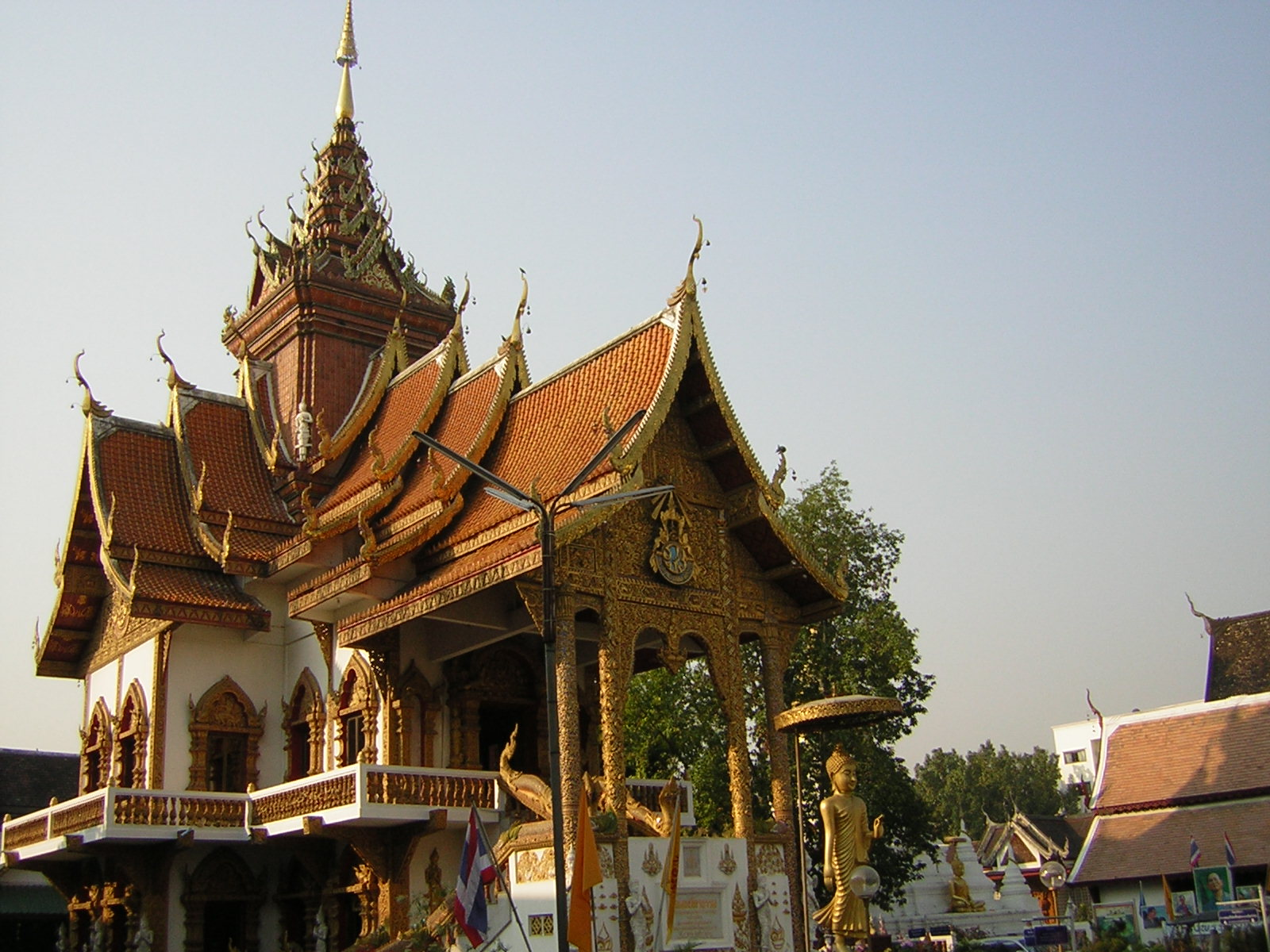
Große „Dhamma-Halle“ des Wat Buppharam in Chiang Mai, Thailand

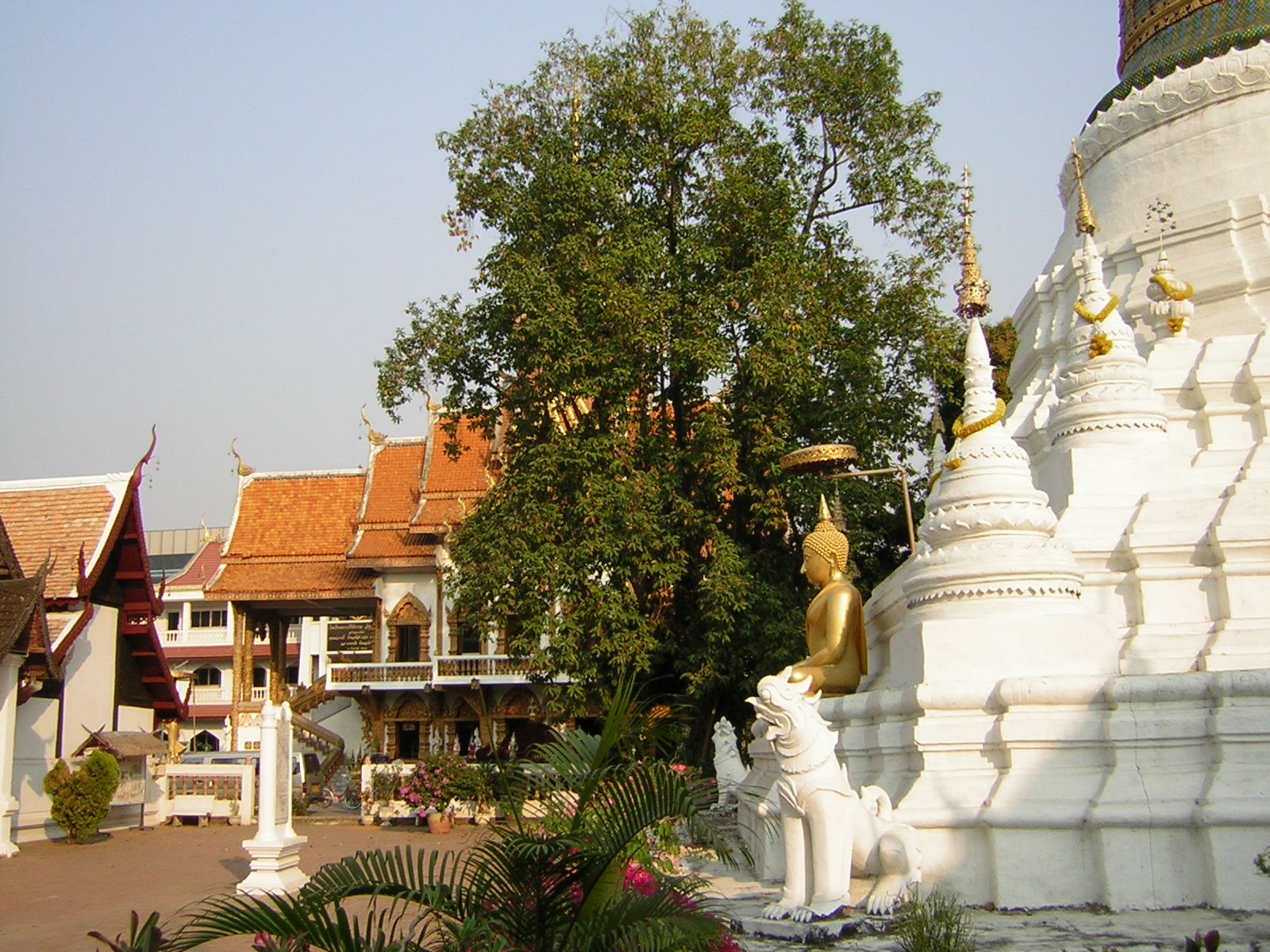
Garten des Tempels mit der Basis der Chedi und im Hintergrund Viharn und Dhamma-Halle

Wat Buppharam (Thai: วัดบุปผาราม) ist ein buddhistischer Tempel (Wat) in Chiang Mai, Thailand. Er liegt auf der südlichen Seite der Thapae Road, die außerhalb der Altstadt Richtung Osten verläuft, etwa 530 Meter vom östlichen Tor der Altstadt entfernt. Sein Name bedeutet Östlicher Tempel, da er im Osten der alten Mueang Chiang Mai erbaut worden war.
Tempel gleichen Namens gibt es auch in Bangkok, in der Provinz Trat und auf Penang, Malaysia. Der alte Name des Wat Suan Dok (etwa: Blumengarten) am westlichen Stadtrand von Chiang Mai lautet ebenfalls Wat Buppharam.

## Geschichte
Wat Buppharam ist eng verbunden mit dem früheren Königshaus von Chiang Mai. Er wurde 1497 durch König Phra Mueang Kaeo begründet und an der Stelle eines früheren Palastes von dessen Urgroßvater, König Tilokarat, errichtet.
Als 1561 die Burmesen  die Stadt einnahmen, wurden Mönche der Mon im Tempel angesiedelt. Daher ist der Tempel auch als „Wat Mon“ bekannt.
Im 19. Jahrhundert veranlassten die Prinzen von Chiang Mai, unterstützt durch die Bevölkerung der Stadt, die Restaurierung des Tempels. 1819 ließ König Thamma Langka den kleineren, weißen Viharn restaurieren, während der große Viharn, der bis heute das Bild des Tempels dominiert, einige Jahre später durch König Kawilorot Suriyawong gestiftet wurde.
Einige Autoren gehen davon aus, dass die im 19. Jahrhundert erfolgte Restaurierung bzw. Umgestaltung des Wat Buppharam auch von burmesischen Teak-Händlern finanziert war.
Jüngstes Element des Tempels ist die „Dhamma-Halle“, die 1996 rechtzeitig zum 50-jährigen Thronjubiläum von König Bhumibol Adulyadej fertiggestellt wurde.

## Architektur

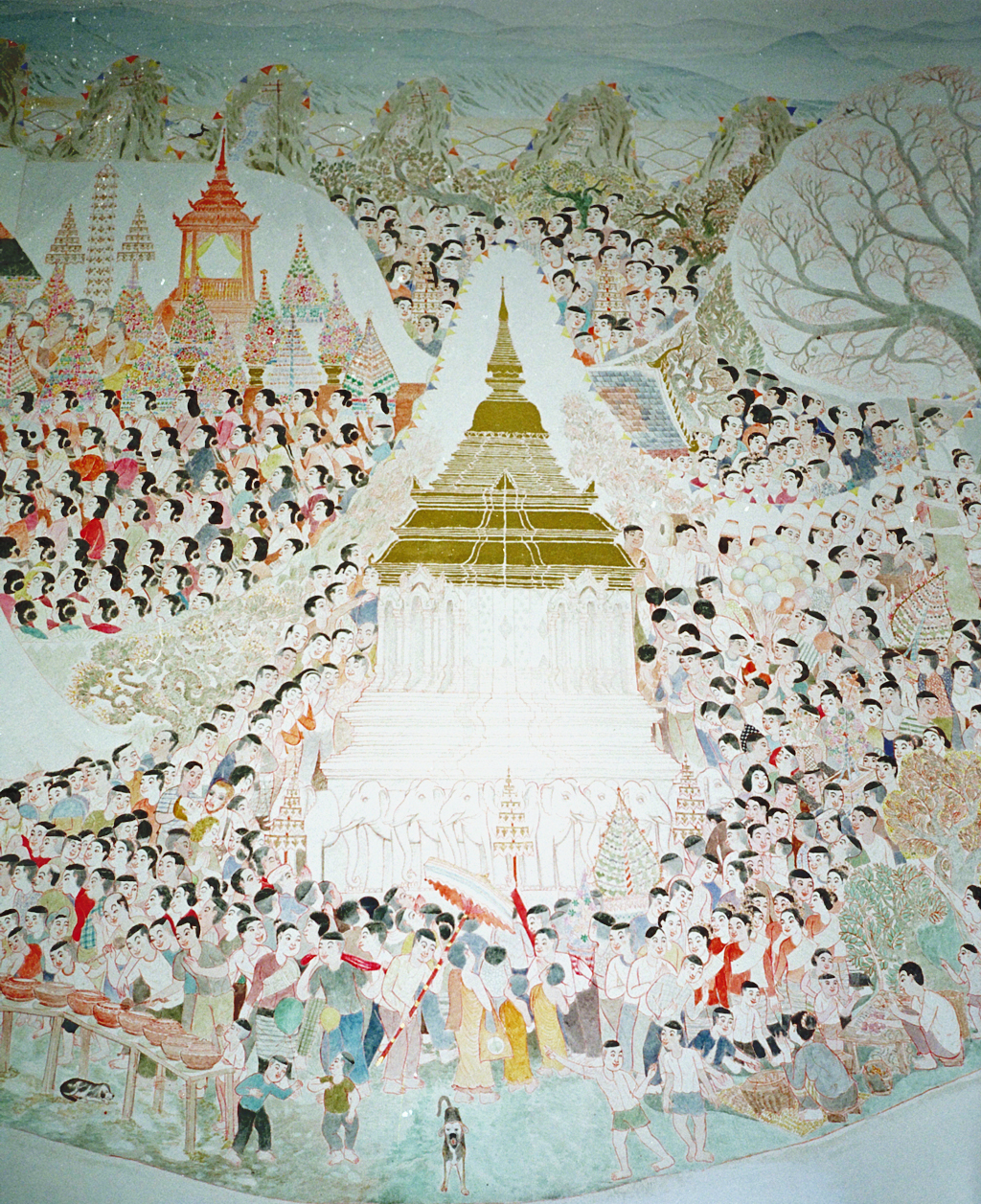
Wandmalerei Untergeschoss des Ho Monthian Tham – „Einweihung des Wat Chiang Man“. Künstler: Pornchai Jaima

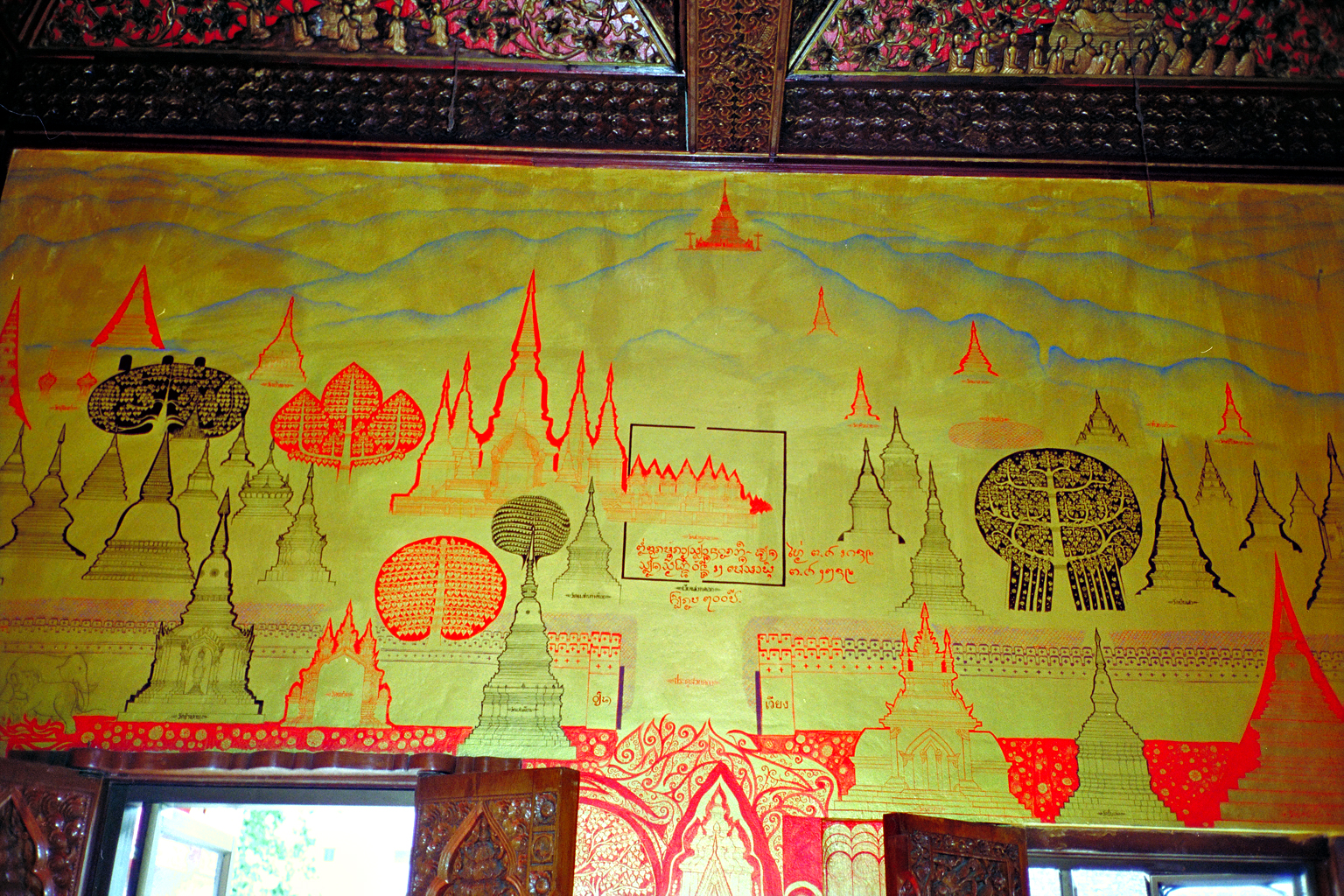
Wandmalerei Obergeschoss des Ho Monthian Tham – „stadtplan-artiger“ Blick eines Künstlers aus dem Fenster der „Dhamma-Halle“ nach Westen. Zu sehen ist in der Mitte Wat Suan Dok, ganz oben Wat Phra That Doi Suthep

### Ho Monthian Tham
Dominierendes Merkmal des Wat Buppharam ist der Ho Monthian Tham (Thai: หอมณเฑียรธรรม, etwa: Königliche Halle des Dhamma), der in seiner Form in Chiang Mai einzigartig ist. Er wurde von Abt Phra Udom Kitti Mongkon an der Stelle einer älteren hölzernen Konstruktion errichtet. Seine Bauzeit betrug zehn Jahre, er wurde 1996 fertiggestellt.
Im Gegensatz zu den traditionellen Andachtshallen der thailändischen, aber auch der laotischen Architektur, die auf einem rechteckigen Grundriss basieren, die meist nach Osten hin ausgerichtet sind und deren Dach an den Seiten dem Boden sehr nahekommt, wurde dieses Gebäude auf dem Grundriss eines Kreuzes erbaut.
Von Ost nach West läuft eine Art Querschiff durch die Andachtshalle, über der Halle strebt ein Turm in die Höhe und erinnert damit an die Architektur des benachbarten Burma. Der Baustil und die Ausgestaltung sind ein gutes Beispiel für zeitgenössische religiöse Kunst in Thailand.
Das Untergeschoss ist als ein „Zentrum für die Förderung und Erhalt der Lanna-Kultur“ konzipiert. Hier befindet sich ein kleines Museum und eine Bibliothek mit Lehrbüchern. Die Wände sind vom lokalen Künstler Pornchai Jaima (พรชัย ใจมา) mit Motiven aus den „Traditionen der zwölf Monate“ in zeitgenössischem Stil bemalt, an der Decke ist ein Querschnitt durch die traditionelle thailändische Welt dargestellt, wie sie im Traibhumikatha vor fast 700 Jahren beschrieben worden war.
Über eine nach Norden gerichtete Treppe, deren Balustraden von Makaras und Nagas im Lanna-Stil bewacht werden, betritt der Besucher die im Obergeschoss gelegene Andachtshalle. Hier befindet sich im südlichen Flügel eine einzigartige Buddha-Statue, die
Phra Phuttha Naret Sakchai Phairi-Phinat (พระพุทธนเรศร์สักชัยไพรีพินาศ) genannt wird und in der Bhumisparsa-Haltung (Bhumisparsa-Mudra – „Geste der Erdanrufung“) sitzt. Sie soll angeblich die größte aus Teakholz geschnitzte Statue sein. Hinter der Statue befindet sich eine Holzschnitz-Arbeit, welche die ganze Wand bedeckt. Hier ist die Legende der Entstehung der Statue dargestellt, sie soll nämlich vor fast 400 Jahren aufgrund einer Vision von König Naresuan geschaffen worden sein, als dieser 1604 die Burmesen besiegt hatte. Im südlichen Flügel des Andachtraumes befindet sich eine weitere sitzende Buddha-Statue aus Bronze ebenfalls in der Bhumisparsa-Haltung. Sie heißt Phra Phuttha Buppha Phimongkhon (พระพุทธบุพพาภิมงคล).
Über den Fenstern des nördlichen Flügels befindet sich eine Art „künstlerischer Stadtplan“: die Wände sind mit symbolischen Darstellungen von Tempeln und Landschaftsmerkmalen in Gold, Rot, Schwarz und hellblau bemalt. Sie stellen einen vom Standpunkt des Betrachters aus gesehenen Stadtplan dar: nach Norden liegt die von einem quadratischen Kanal umschlossene Altstadt mit dem Wat Chedi Luang im Mittelpunkt, links darüber der Wat Chet Yot. Auf der westlichen Wand liegt im Mittelpunkt Wat Suan Dok, im Hintergrund auf dem Doi-Suthep-Berg ist Wat Phra That Doi Suthep auszumachen (siehe Foto). Die östliche Wand stellt die Tempel der Stadt bis hinunter zum Mae Nam Ping dar.

### Kleiner Wihan
Der kleine Wihan (Thai: วิหารหลังเล็ก) auf dem Gelände des Tempels ist dagegen im traditionellen Lanna-Stil errichtet und bildet einen ruhigen Gegenpol zu himmelstürmenden Architektur der größeren Halle, ist aber ebenso wie diese nach Norden ausgerichtet. Er wurde vor 300 Jahren erbaut und enthält eine große Buddha-Statue aus Ziegel, die mit Stuck verkleidet ist. Gegen Ende des 19. Jahrhunderts wurde er renoviert. Vieles von dem, was heute zu sehen ist, stammt wahrscheinlich aus dieser Restaurierung.

### Phra Chedi
Die in einem Garten gelegene Chedi des Tempels ist eine Mischung aus Mon- und burmesischer Architektur. Sie ist über 400 Jahre alt, im Jahr 1958 wurde sie renoviert. Früher soll sie auch Reliquien des Buddha enthalten haben. Ihre Basis, bewacht von vier Chinthe, burmesischen Löwen, dem Gegenstück zu den thailändischen Singha, ist in weißer Farbe getüncht, die höheren Abschnitte jedoch mit einer Kombination als Blattgold und Glasmosaiken geschmückt. Ihre Spitze ist von einem Hti (Schirm) gekrönt.

### Großer Wihan
Der Große Wihan (Thai: วิหารหลังใหญ่) ist über 200 Jahre alt. Er liegt direkt westlich des Kleinen Viharn. Seine Haupt-Buddha-statue wurde vor etwa 480 Jahren aus Messing gefertigt. Wandmalereien erzählen die Geschichte des Prinzen Vessanatara in der letzten der buddhistischen Geburtsgeschichten (Jataka). Die bemerkenswerten Eingangsportale wurden 1983 mit feiner Holzschnitzerei verziert, sie zeigen den mythologischen Schneewald (Himaphan-Wald) an den Hängen des Berges Meru, in dem verschiedene mythologische Wesen wohnen.

### Heilige Quelle
Die heute fast versiegte, in Steinen eingefasste Quelle (บ่อน้ำทิพย์ – etwa: „Ambrosia-Quelle“) ist von einer Mauer umgeben. Sie diente in der Vergangenheit dazu, die Buddha-Reliquien zu waschen. Das Wasser wurde auch für die Bäder der Könige von Chiang Mai benutzt.